# WrestleMania IV
WrestleMania IV — четвёртая по счёту WrestleMania, PPV-шоу производства американского рестлинг-промоушна World Wrestling Federation (WWF, ныне WWE). Шоу прошло 27 марта 1988 года на арене «Бордволк-холл» в Атлантик-Сити, Нью-Джерси, США.
Главным событием шоу стал турнир за титул чемпиона WWF в тяжёлом весе. Титул стал вакантным после спорного матча между Халком Хоганом и Андре Гигантом.

## Результаты
| №  | Результаты | Тип матча                                                  | Время |
| -- | --- | ---------------------------------------------------------- | ----- |
| 1  | Бэд Нью Браун победил, выкинув последним Бориса Жукова                                                                | Баттл-роял с участием 20 рестлеров                         | 10:40 |
| 2  | Тед Дибиаси (с Вирджилом и Андре Гигантом) победил «Ножовку» Джима Даггана                                            | Первый раунд турнира за титул чемпиона WWF                 | 4:54  |
| 3  | Дон Мурако (с Билли Грэмом) победил Дино Браво (с Джимми Хартом) по дисквалификации                                   | Первый раунд турнира за титул чемпиона WWF                 | 4:53  |
| 4  | «Мачо» Рэнди Сэведж (с Мисс Элизабет) победил Бутча Рида (со Сликом)                                                  | Первый раунд турнира за титул чемпиона WWF                 | 5:07  |
| 5  | Грег «Молот» Валентайн победил Рика «Дракона» Стимбота                                                                | Первый раунд турнира за титул чемпиона WWF                 | 9:12  |
| 6  | Сам себе банда (со Сликом) победил Бам Бам Бигелоу (с Оливером Хампердинком) по отсчёту                               | Первый раунд турнира за титул чемпиона WWF                 | 2:56  |
| 7  | Рик Руд (с Бобби Хинаном) и Джэйк «Змея» Робертс закончили матч двойным отсчётом                                      | Первый раунд турнира за титул чемпиона WWF                 | 15:00 |
| 8  | Последний воин победил Геркулеса (с Бобби Хинаном)                                                                    | Одиночный матч                                             | 4:29  |
| 9  | Халк Хоган и Андре Гигант (с Тедом Дибиаси и Вирджилом) закончили матч двойной дисквалификацией                       | Четвертьфинала турнира за титул чемпиона WWF               | 05:22 |
| 10 | Тед Дибиаси победил Дона Мурако (с Билли Грэмом)                                                                      | Четвертьфинала турнира за титул чемпиона WWF               | 5:44  |
| 11 | «Мачо» Рэнди Сэведж победил Грега «Молота» Валентайна                                                                 | Четвертьфинала турнира за титул чемпиона WWF               | 6:06  |
| 12 | Брутус Бифкейк победил Хонки-Тонк Мэна (с Джимми Хартом) по дисквалификации                                           | Одиночный матч за титул интерконтинентального чемпиона WWF | 6:30  |
| 13 | «Островитяне» (Хаку, Тама и Бобби Хинан) победили «Британских Бульдогов» (Дэйви Бой Смит, Динамит Кид и Коко Би Вэйр) | Командный матч                                             | 7:30  |
| 14 | «Мачо» Рэнди Сэведж (с Мисс Элизабет) победил Сам себе банду (со Сликом) по дисквалификации                           | Полуфинал турнира за титул чемпиона WWF                    | 4:05  |
| 15 | «Разрушение» (Акс и Смэш) (с Мистером Фуджи) победили «Ударные cилы» (Рик Мартел и Тито Сантана)                      | Командный матч за титул командных чемпионов WWF            | 12:33 |
| 16 | «Мачо» Рэнди Сэведж (с Мисс Элизабет и Халком Хоганом) победил Теда Дибиаси (с Андре Гигантом)                        | Финал турнира за титул чемпиона WWF                        | 9:27  |

1. ↑  Так же в матче участвовали:Брет Харт, Брайан Блэр, Дэнни Дэвис, Джордж Стил, Харли Рейс, Хиллбилли Джим, Жак Роже, Джим Брунзелл, Джим Нэйдхарт, Джим Пауэрс, Помойный пёс, Кен Патера, Николай Волков, Пол Рома, Раймонд Роже, Рон Басс, Сэм Хьюстон и Сик